# Hwasun
Hwasun (Hwasun-gun, âm Hán Việt: Hòa Thuận quận) là một huyện ở tỉnh Jeolla Nam, Hàn Quốc.
Ở đây có các khu mộ đá là di sản thế giới.
Huyện Hwasun có diện tích 786,23 km2, dân số năm 2001 là 78.610 người.